# Estadio Monumental (Buenos Aires)
Estadio Mâs Monumental je stadion u Buenos Airesu, Argentina. Nalazi se u četvrti Belgrano, a u vlasništvu je i pod upravom Club Atlético River Platea.
Stadion je otvoren 26. svibnja 1938. godine i nazvan po bivšem predsjedniku kluba Antoniju Vespuciju Libertiju (1900. – 1978.). Najveći je stadion u Argentini i Južnoj Americi, s kapacitetom od 85.018 gledatelja. Također je domaći stadion argentinske nogometne reprezentacije.
Estadio Monumental bio je glavno borilište Panameričkih igara 1951., te je ugostio finale Svjetskog prvenstva u nogometu 1978. između Argentine i Nizozemske. Stadion je bio domaćin četiri finala Copa Américe, posljednje 2011., kao i brojnih finala Copa Libertadoresa.

## Povijest

### Izgradnja
Estadio Mâs Monumental najveći je stadion u Argentini i Južnoj Americi, s maksimalnim kapacitetom od 85.018 gledatelja. Izgrađen je na zemljištu koje je nekada bilo močvarno područje uz obalu La Plate. U 19. stoljeću škotski doseljenik Daniel White kupio je imanje od 47 blokova na tom području te sagradio hipodrom poznat kao „Hipódromo de Saavedra” ili „Hipódromo de White”. Međutim, 1866. godine oluja Svete Ruže uništila je hipodrom, nakon čega je preseljen u Palermo, gdje je 1867. godine otvoren poznati Hipódromo Argentino de Palermo.
Zemljište starog hipodroma kasnije je prešlo u ruke grada Buenos Airesa. Prema urbanističkom planu, današnja tribina Sívori stadiona Monumental gotovo se u potpunosti podudara s nekadašnjom zaokruženom stazom hipodroma.
Do 1935. godine River Plate je znao da neće moći dugo ostati na tadašnjoj lokaciji stadiona u aveniji Alvear i Tagle, budući da teren nije bio u vlasništvu kluba, a ugovor o zakupu se nije mogao obnoviti. U međuvremenu, predsjednik kluba Antonio Vespucio Liberti predložio je kupnju zemljišta u Belgranu, koje je tada bilo gotovo nenaseljeno. Nakon pregovora, River Plate je kupio zemljište po cijeni od 11 argentinskih pezoa po kvadratnom metru, dok je Grad Buenos Aires donirao dodatnih 3,5 hektara, što čini ukupno 8,5 hektara koje klub posjeduje danas.
Godine 1934. River Plate raspisao je javni natječaj za idejno rješenje novog stadiona. Uvjet je bio projektirati stadion s atletskom stazom, potpuno građen u armiranom betonu, s pratećim sportskim sadržajima i mogućnošću proširenja do kapaciteta od 120.000 gledatelja. Tada su Olimpijske igre bile popularnije od nogometnih svjetskih prvenstava, pa je ideja bila potencijalno ugostiti i Olimpijske igre.
Natječaj su dobili arhitekti José Aslan i Héctor Ezcurra iz tvrtke „Aslan i Ezcurra”, uz pomoć crtača Fidiasa Calabrie. Njihov projekt bio je osnova za sve kasnije rekonstrukcije stadiona Monumental.
Radovi su bili izuzetno zahtjevni zbog nestabilnog tla i podzemnih voda. Izgradnja je trajala nešto više od dvije godine, a temelji su postavljani ručno, uz korištenje jednostavnih alata i prijevoza materijala pomoću mazgi. Konstrukcija je završena gotovo bez mehanizacije, a teren i tribine su nasipavane zemljom dopremljenom na tradicionalan način. Projekt se zbog svoje veličine i tehničke složenosti uspoređuje s gradnjom Rimskog Koloseja, čiji su nacrti, prema nekim izvorima, poslužili kao inspiracija za arhitekturu Monumentala.
Kada je izgradnja započela, okolica stadiona bila je gotovo pusta. Postojale su samo tri prometnice: Avenija Figueroa Alcorta (tada avenija Centenario), Avenija Udaondo (tada avenija Río de la Plata) i avenija Lidoro Quinteros. Gradnju Monumentala od 1936. do 1938. provela je tvrtka Empresa Argentina de Cemento Armado.

### Otvaranje
Izgradnja stadiona započela je 27. rujna 1936. godine, a službeno je otvoren 25. svibnja 1938., čime su radovi završeni za nešto manje od dvije godine, što se smatra iznimno kratkim rokom s obzirom na tadašnje građevinske tehnike i tehnologiju.
Prema izvornom projektu, stadion je trebao imati četiri velike tribine. Međutim, zbog nedostatka sredstava iz dobivenog bankovnog zajma, stadion je u početku izgrađen samo s tri tribine, čime je poprimio oblik potkove. Prema popularnom mitu, mnogi su vjerovali da je taj oblik bio konačna zamisao arhitekata, ostavljajući otvor prema Río de la Plata, poznat kao „prozor prema rijeci”. Ipak, plan za izgradnju današnje tribine Sívori postojao je od samog početka, ali njena izgradnja započela je tek 1958. godine, sredstvima dobivenim od prodaje igrača Omara Sívorija, a završena je 1978. godine, uoči Svjetskog prvenstva u nogometu.
Za datum otvaranja odabran je mjesec svibanj. U srijedu, 25. svibnja 1938., svečanosti otvaranja prisustvovalo je oko 65.000 gledatelja, koji su sudjelovali u ceremoniji podizanja argentinske državne zastave i klupske zastave, doniranih od strane članova kluba. Tom prilikom izvedena je argentinska himna te klupska himna River Platea.
Dan kasnije, 26. svibnja, svečanost se nastavila pred oko 68.000 gledatelja. Vrhunac programa bio je prijateljski susret između River Platea i Peñarola iz Urugvaja.
Tijekom ranih godina stadiona, nazivi tribina bili su različiti od današnjih, s izuzetkom tribine Centenario, nazvane prema aveniji Centenario koja je tako nosila ime 1938. godine.
Tribina Belgrano tada se nazivala Río de la Plata, prema tadašnjem nazivu današnje avenije Udaondo. Tribina San Martín bila je poznata kao Social, jer je bila rezervirana za članove kluba, uglednike i klupske dužnosnike.
Tribina Sívori u prvotnom planu trebala se zvati Colonia, jer su se, za vedrih dana, s gornjih dijelova tribine Belgrano (današnja Belgrano Alta) mogli vidjeti obale Colonie del Sacramento u Urugvaju, s druge strane La Plate. Međutim, ta tribina nije bila izgrađena u vrijeme otvaranja stadiona, već je podignuta dvadeset godina kasnije. Po dovršetku izgradnje, tribina je dobila naziv Almirante Brown, u čast proslavljenog argentinskog admirala koji je djelovao na tim vodama. U veljači 2005. godine, nakon smrti Omara Sívorija, tribina je preimenovana u Sívori, kao priznanje njegovom doprinosu i nasljeđu u klubu.

### 50. obljetnica
Godine 1988. obilježena je 50. obljetnica stadiona. Tim je povodom organiziran prijateljski turnir na kojem su nastupili domaći klub River Plate i Hellas Verona iz Italije, klub za koji su tada igrali Claudio Caniggia i Pedro Troglio, bivši igrači River Platea.
Odigrane su dvije utakmice, a trofej je osvojio River Plate. Caniggia i Troglio nastupili su po jedno poluvrijeme za svaki klub. Tijekom druge utakmice, oproštajne nastupe za River Plate imali su Antonio Alzamendi i Oscar Ruggeri, koji su nakon toga prešli u Deportivo Logroñés iz Španjolske.

### 75. obljetnica
Godine 2013., povodom 75. obljetnice inauguracije stadiona, Adidas Argentina predstavio je posebno dizajnirani dres, koji je odao počast stadionu, ali i navijačima River Platea.
Posebno izdanje dresa imalo je pozadinski prikaz stadiona, a dominirala je crna boja, simbol elegancije i svečanosti prigodne za ovu obljetnicu. Osim standardnog klupskog grba, dres je sadržavao i dodatni amblem s brojem 75, koji je simbolizirao godišnjicu stadiona.

## Događaji
- Svjetsko prvenstvo u nogometu 1978.